# Afronaso rhinarius
Afronaso rhinarius är en insektsart som beskrevs av Jacobi 1910. Afronaso rhinarius ingår i släktet Afronaso och familjen Caliscelidae. Inga underarter finns listade i Catalogue of Life.